# توم شيفلر
توم شيفلر (بالإنجليزية: Tom Scheffler)‏ مواليد 27 أكتوبر 1954 في سانت جوزيف، هو لاعب كرة سلة أمريكي معتزل. بدأ مسيرته الاحترافية في سنة 1977. تم اختياره من قبل فريق إنديانا بايسرز خلال الدرافت. حمل الرقم 50. يبلغ طوله 6 قدم 11 بوصة (2.1 م). اعتزل اللعب في 1991.

## المسيرة الاحترافية
لعب مع فيكتوريا يبرتاس بيزارو في الدوري الإيطالي من سنة 1977 إلى 1979، ثم لعب مع تريفيزو لكرة السلة من سنة 1979 إلى 1981، ثم لعب مع لو مان سارت باسكت في الدوري الفرنسي في موسم 1983–1984، ثم لعب مع بورتلاند ترايل بلايزرز في موسم 1984–1985، ثم لعب مع أريس في سنة 1986، ثم لعب مع يوفي كازيرتا باسكت في الدوري الإيطالي في سنة 1988، ثم لعب مع سي بي غران كناريا في الدوري الإسباني من سنة 1988 إلى 1990.

## روابط خارجية
- توم شيفلر على موقع إن بي أي (الإنجليزية)
- توم شيفلر على موقع سبورتس رفرنس (الإنجليزية)
- توم شيفلر على موقع الدوري الإسباني لكرة السلة (الإسبانية)
- توم شيفلر على موقع كلية كرة السلة في سبورتس رفرنس.كوم (الإنجليزية)
- توم شيفلر على موقع ريلجم (الإنجليزية)
- توم شيفلر على موقع بروبوليرز (الإنجليزية)
- توم شيفلر على موقع سبورتس رفرنس (الإنجليزية)